# JTBC 특집드라마
JTBC 특집드라마는 명절이나 특정한 기간으로 지정된 날이나 지정된 달을 기념하기 위해 부정기적으로 편성·방영되는 드라마이다.

## 작품 리스트
|  | - 아래의 텔레비전 드라마 중 2002년 11월 이후에 시청 가능 연령을 표시하는 드라마 등급 제도를 의무적으로 시행하고 있습니다. - 2017년 3월 1일부터 TV 프로그램 등급 표시 외에 주제, 폭력성, 선정성, 언어, 모방 위험 등 분류 사유 표시를 의무적으로 시행하고 있습니다. |

### 2010년대
- 《여자가 두번 화장할 때》 : 2011년 12월 5일 ~ 2012년 3월 7일 (개국 특집 드라마)
- 《선암여고 탐정단》 : 2014년 12월 16일 ~ 2015년 3월 18일
- 《알 수도 있는 사람》 : 2017년 10월 2일 (추석 특집 드라마)
- 《힙한선생》 : 2017년 10월 3일 (추석 특집 드라마)
- 《어쩌다 18》 : 2017년 10월 8일 (추석 특집 드라마)

## 같이 보기
| - 동양방송 특집드라마 - 한국방송공사 1TV 특집드라마 - 한국방송공사 2TV 특집드라마 - 문화방송 특집드라마 | - SBS 특집드라마 - JTBC 특집드라마 - MBN 특집드라마 - TV조선 특집드라마 |